# Marginalvinst

Marginalvinst vid en viss produktionsnivå (produktion mäts längs den horisontella axeln) är den vertikala skillnaden mellan marginalintäkter (grönt) och marginalkostnad (blått).

Inom mikroekonomi är marginalvinst den ökning av vinst som härrör från en enhet eller infinitesimal ökning av kvantiteten av en producerad produkt. Enligt marginalmetoden för vinstmaximering bör ett företag, för att maximera vinsten, fortsätta att producera en vara eller tjänst upp till den punkt där marginalvinsten är noll. Vid varje mindre produktionsmängd är marginalvinsten positiv och därför kan vinsten ökas genom att producera en större mängd; på samma sätt, vid varje produktionsmängd större än den där marginalvinsten är lika med noll, är marginalvinsten negativ och därför kan vinsten ökas genom att producera mindre.
Eftersom vinst är intäkter minus kostnader, är marginalvinst lika med marginalintäkter minus marginalkostnader.